# Amplitempora
Amplitempora is een kevergeslacht uit de familie van de boktorren (Cerambycidae). De wetenschappelijke naam van het geslacht werd voor het eerst geldig gepubliceerd in 1996 door Giesbert.

## Soorten
Amplitempora is monotypisch en omvat slechts de volgende soort:
- Amplitempora captiocula Giesbert, 1996